# 청정실

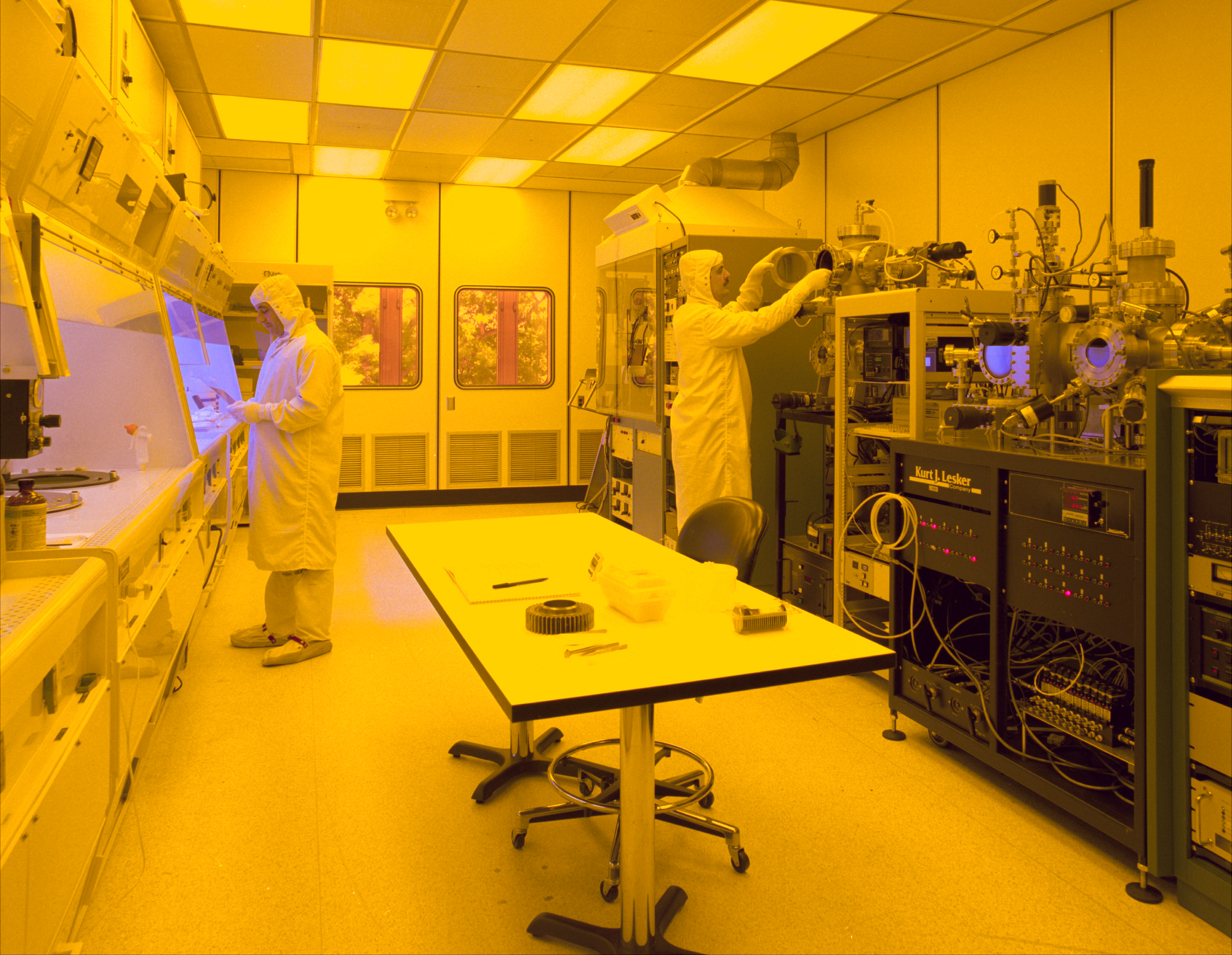
청정실

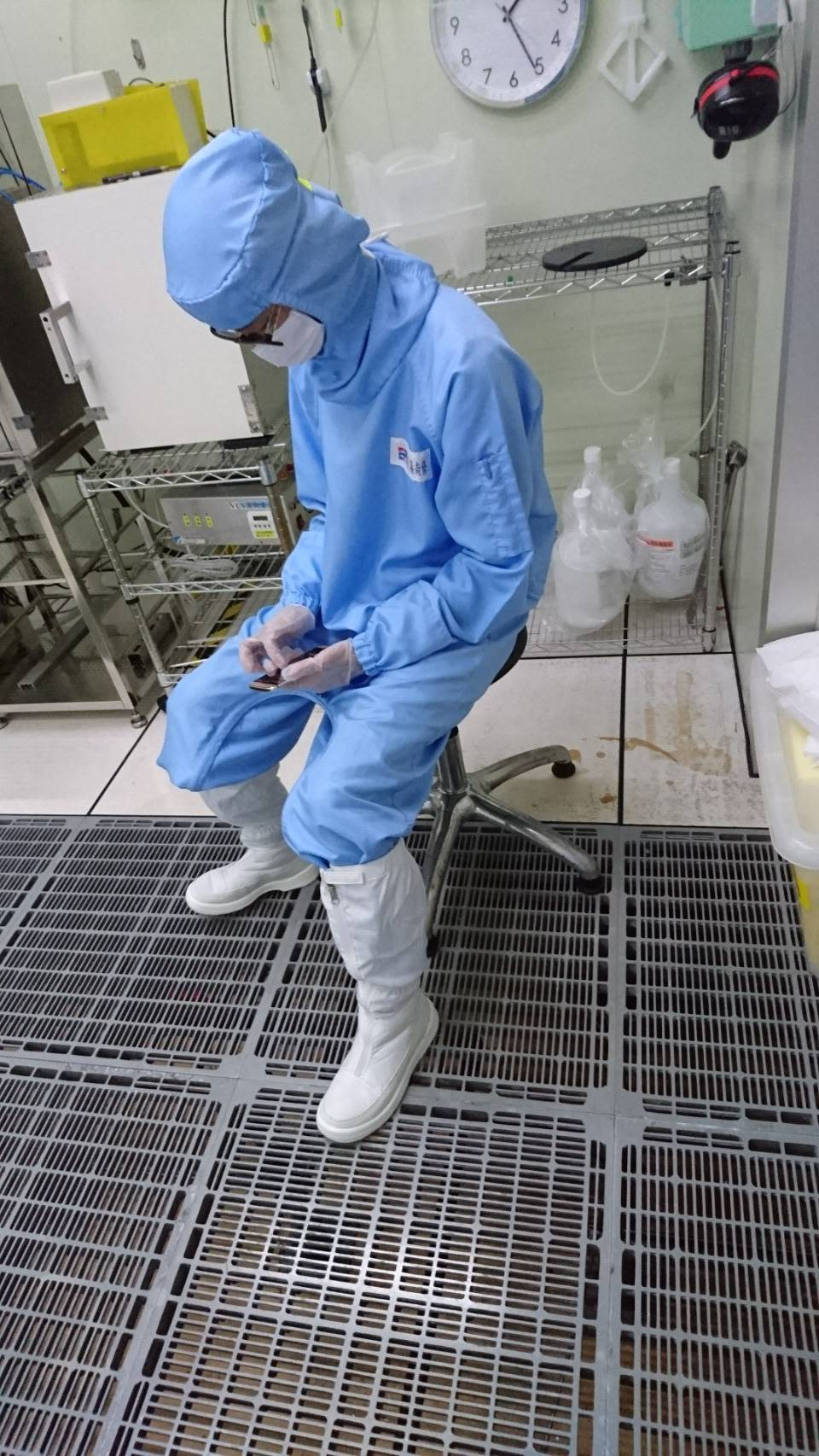
클린룸의류

청정실(淸淨室) 또는 클린룸(cleanroom)이란 공기 중 입자들의 집중을 제어하도록 지으며, 먼지 발생, 유입, 유보를 최소화한다. 온도, 습도, 그리고 압력 등 필요한 요구에 따라 제어하는 방을 의미한다.
이 글에서 말하는 입자(particle)는 먼지 뿐만 아니라 세균, 바이러스, 금속 가루, 사람 몸에서 나오는 피부 세포 등등 공기 중에 떠다닐 만한 모든 입자이다. 그중에서 주로 0.1µm~10µm 수준의 입자를 일컫는다. 특히 이 수준으로 쪼개진 입자들은 공기 중에 부유하고, 특히 0.5µm 이하 입자들은 중력으로는 제대로 침강하지 않으므로, 이러한 입자들이 문제가 된다면 반드시 청정실을 설치하여야 한다.

## 클린룸의 필요성
2차 세계 대전 이후 많은 공산품을 쏟아내며 생산성에 관심이 높아졌다. 많은 불량 혹은 고장 원인으로 입자(Particle)를 지목하였다. 특히 세균 발견과, 반도체 생산에서 클린룸의 중요성은 매우 높아졌다. 1m3당 일반적인 입자는 35,000,000개로, 이러한 입자들이 부유하는 곳에서 생산을 중지해야 한다. 특히 반도체 경우 공정이 다른 산업보다 미세하므로 이러한 조치는 더욱 필요하다. 특히 노광(Photo) 공정에서 이러한 입자는 노광을 방해하는 주요 입자이며, 이 입자를 제거하는 극도로 높은 청정도 수준의 청정실이 필요하다.

## 클린룸의 분류기준
- 청정도 기준: 보통 클린룸의 청정도를 구분할 때는 Class라는 단위를 쓴다. 일반적으로 우리나라에서 이르는 Class의 기준은 미국의 FED STD 209E 기준으로 1 세제곱피트당 0.5µm 이상의 입자의 총합을 기준으로 한다. 국제 기준으로는 ISO 14644-1가 있고, 가장 높은 청정도까지 구분이 되어 있다. 그 밖에 BS 5295, EU-GMP, SPS-KACA001-131 등이 있으며, 클린룸 규격과 조건에 대한 기준이 나와 있다.
- 공기 순환 기준: 클린룸은 대체로 난류형과 층류형으로 구분된다. 난류형은 일반적인 건물에서도 많이 쓰는 방식으로, 이중에서 공기를 급기하여 외부로 밀어내거나 희석시키는 방식인데 여기에 필터를 끼얹은 형태를 갖추고 있다. 이러한 형태는 값이 싸고 대부분의 시설에서 필요한 수준의 청정도를 확보할 수 있고, 결정적으로 설치/유지 보수가 싸다. 층류형에 대해서는 후에 자세히 다루겠다.
- 구조 기준: 난류형에는 딱히 기준이 없지만 층류형 클린룸은 몇 가지 종류가 있다. AHU, CTM, OpenBay, FFU 방식이 있으며, 순서대로 비싸고, 성능이 좋으며 초기 비용도 많이 들어간다. 층류형은 난류형에서 환기시키는 방식; 유동으로 배기나 희석을 통해 입자의 집중을 막고 희석시켜 청정도를 얻지만, 층류형은 그대로 공기 전체를 밀어내는 식으로 천장 전체에서 급기시키고, 바닥 전체에서 배기시키는 것이 일반적이다. 난류에 비해 층류는 훨씬 많은 질량 유동을 갖게 되므로 난류 유동보다 더 느린 유속으로도 더 많이 더 빠르게 오염 물질; 입자를 배출시킬 수 있다. 특히 난류에서 일어나는 와류는 입자들을 지속적으로 부유시키고 유입되는 입자들을 가둠으로써 이러한 입자들이 서로 만나 성장하게 만들고, 이렇게 성장 입자는 결국 침강하다 제품을 오염시키고 불량을 유발하게 된다.

## 같이 보기
- 공기 이온화 장치
- 공기조화
- 대기질 지수
- 자료 복구
- 실내 공기질
- 반도체 제조